# Inselgigantismus

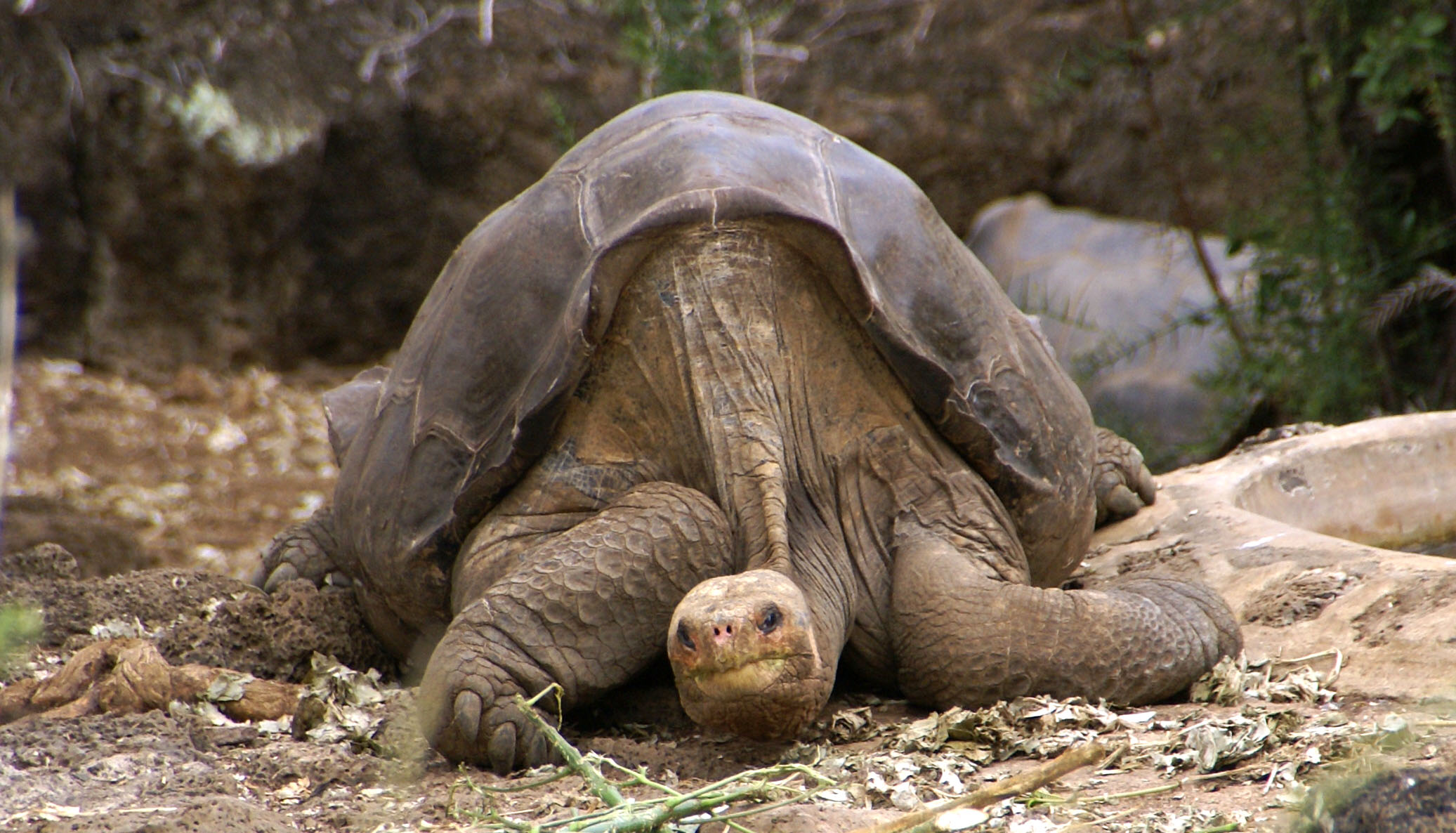
Galápagos-Riesenschildkröte

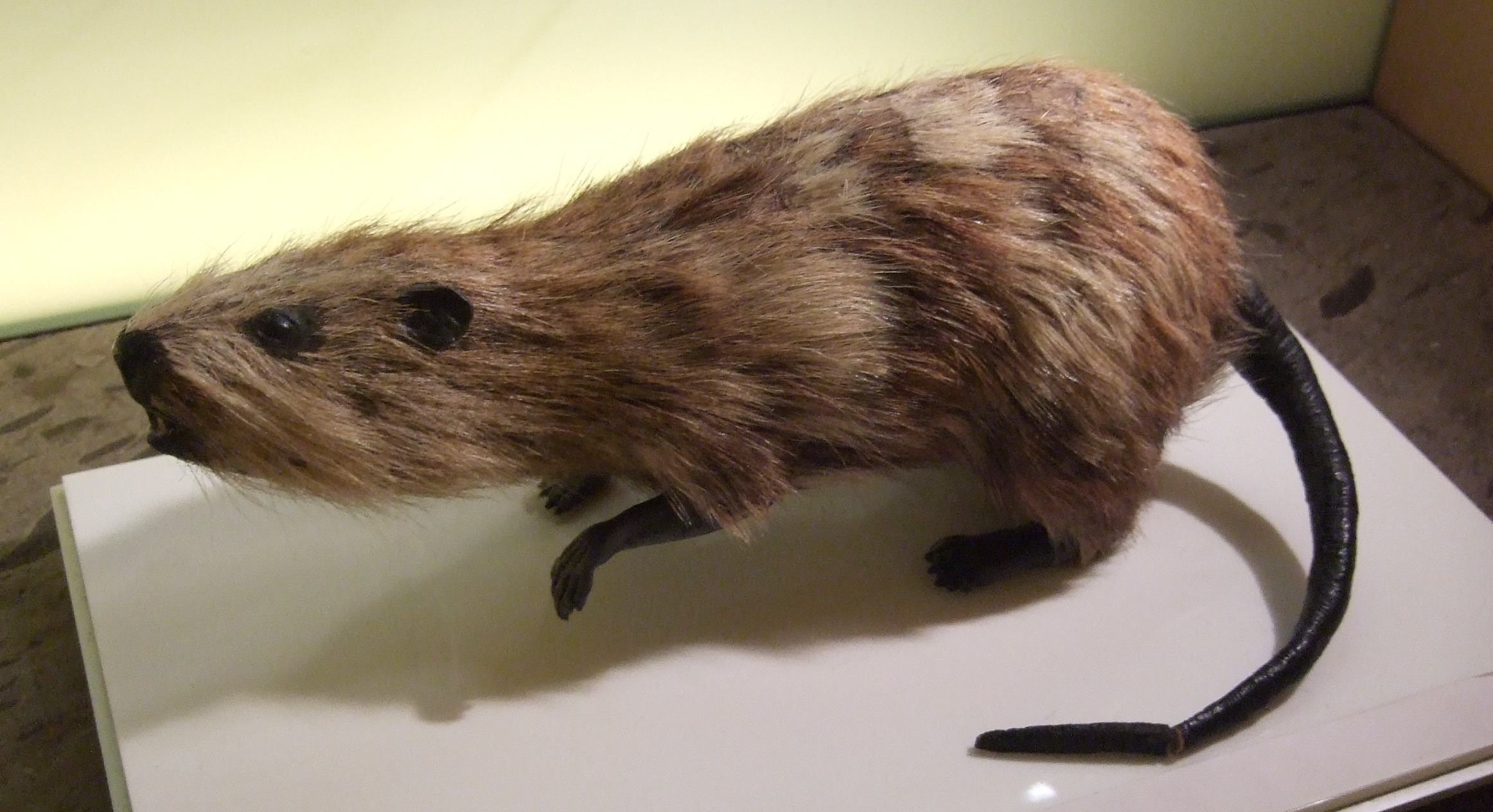
Kanarische Riesenratte (Canariomys bravoi), Rekonstruktion aus Teneriffa

Inselgigantismus ist ein evolutionsbiologisches Phänomen, bei dem die Körpergröße von Tierarten oder die Größe von Individuen, Samen oder Blüten von Pflanzenarten, die auf einer Insel leben, über Generationen hinweg deutlich zunimmt. Dies kann bei Inselpopulationen einer Unterart, aber auch bei auf Inseln endemischen Unterarten und Arten beobachtet werden.  Auslöser des Inselgigantismus ist oft die Abwesenheit von Fressfeinden, die den evolutionären Vorteil eines kleinen, besser versteckbaren Körpers aufhebt. Ein gegenläufiges Phänomen ist die sogenannte Inselverzwergung.
Bezüglich der Größenänderung bei Säugetieren wird eine sogenannte Inselregel beschrieben, nach der große Arten kleiner, kleine Arten aber größer werden. Als Faustregel wird ein Streben zu einer Masse von 1 kg auf Inseln postuliert, das im Durchschnitt das biologisch effektivste Maß für den Durchschnittssäugetierbauplan darstellen soll, bei einzelnen Familien aber abweicht.
Beispiele für Inselgigantismus bei Pflanzen sind ebenfalls recht häufig; ein bekanntes Beispiel sind die extrem großen Früchte der Seychellenpalme. Weitere Beispiele sind Deinogalerix (vor 10 Millionen Jahren ausgestorbener Riesenigel auf der (damaligen, heute Halb-)Insel Gargano), Flores-Riesenratten auf der gleichnamigen Insel Flores (Indonesien) und Riesenhutias in der Karibik. Gleiches gilt für Insekten wie neuseeländische Weta (eine Familie der Langfühlerschrecken).